# 美国邮政总局局长
38°53′02″N 77°01′15″W / 38.884°N 77.0209°W
美國郵政署長（英語：United States Postmaster General）是美國郵政服務理事會的理事長， 負責管理和指導該機構的日常運營。
美國郵政署長由美國郵政服務理事會選舉並任命，而理事會成員則由美國總統在美國參議院的建議和同意下任命；郵政署長通常也是理事會理事。郵政署長並不服務於美國總統，同時他也可以被理事會解僱。 同時，郵政署長的任命也不需要經過參議院的確認。 郵政署長與理事會成員共同選舉副郵政署長。
現任美國郵政署長是路易斯·德喬伊，他於2020年6月16日上任。

## 職位歷史
美國郵政署長曾以多種形態出現於《美利堅合眾國憲法》及《美國獨立宣言》締結之前，其職位前身是更古老的英格蘭及後來聯合王國的郵政大臣。本傑明·富蘭克林於1775年被大陸會議任命為第一任郵政總長，其任期僅15個月。 自1753年以來，富蘭克林一直擔任北美英國殖民地的郵政次長。
直到1971年，郵政部長都是美國郵政部（在1820年代之前也簡稱為“郵政辦公室”）的長官。:60-65 在那個時代，郵政部長由美國總統任命，並需徵得美國參議院的建議和同意。:120 從1829年到1971年，郵政部長是總統內閣的成員。在1883年《彭德爾頓法案》通過後，而在《1939年哈奇法案》通過之前，郵政部長主要負責執政黨的恩庇，是一個在黨內具有很大影響力的強權職位。 例如：在富蘭克林·德拉諾·羅斯福任期內擔任美國郵政部長的吉姆·法利（1933年－1940年在任）。
但在獵官制改革後，郵政部長仍然是內閣官員之一，經常被授予給新任總統的競選經理或其他重要政治支持者（例如：亞瑟·薩默菲爾德、威廉·馬文·沃森、拉里·奧布賴恩，他們分別是德懷特·大衛·艾森豪、約翰·甘迺迪、林登·詹森競選總統時的關鍵角色）；但這一職位卻被認為是閒職。需要注意的是，詩人兼文學家查爾斯·奧爾森在1945年1月拒絕了這個職位；他曾在1944年美國總統選舉時擔任民主黨全國委員會的官員。
1971年，美國郵政部改組為美國郵政署，成為行政機關裡的獨立機構；同時，美國郵政署長也不再是內閣和繼任總統陣營成員。 郵政署長現在由美國郵政服務理事會任命，並接受美國總統及參議院的建議和同意。:120
根據公開的薪水信息，美國郵政署長的薪酬是聯邦政府內第二高的，僅次於美國總統。

## 歷任名單

### 大陸會議時期
|   | 姓名            | 上任日期      |
| - | --------------- | ------------- |
| 1 | 本傑明·富蘭克林 | 1775年7月26日 |
| 2 | 理查德·贝奇     | 1776年11月7日 |
| 3 | 埃比尼澤·阿扎爾 | 1782年1月28日 |

### 郵政部時期
註：
  無黨籍
  聯邦黨
  民主共和黨
  民主黨
  輝格黨
  共和黨

#### 非內閣部門時期
|   | 姓名 | 姓名                 | 居住州       | 上任日期       | 時任總統                                  |
| - | ---- | -------------------- | ------------ | -------------- | ----------------------------------------- |
| 4 |      | 塞缪尔·奧斯古德      | 麻薩諸塞州   | 1789年9月26日  | 喬治·華盛頓                               |
| 5 |      | 蒂莫西·皮克林        | 賓夕法尼亞州 | 1791年8月12日  | 喬治·華盛頓                               |
| 6 |      | 约瑟夫·哈伯沙姆      | 喬治亞州     | 1795年2月25日  | 喬治·華盛頓 / 約翰·亞當斯 / 湯馬斯·傑弗遜 |
| 7 |      | 吉迪恩·格蘭傑        | 康涅狄格州   | 1801年11月28日 | 湯馬斯·傑弗遜 / 詹姆斯·麥迪遜             |
| 8 |      | 小里滕·喬納森·梅格斯 | 俄亥俄州     | 1814年3月17日  | 詹姆斯·麥迪遜 / 詹姆斯·門羅               |
| 9 |      | 約翰·麥克里恩        | 俄亥俄州     | 1823年6月26日  | 詹姆斯·門羅 / 約翰·昆西·亞當斯            |

## 外部鏈接
- 美國郵政署長 （页面存档备份，存于）在美國郵政署官方網站（英文）